# Biblia Platense

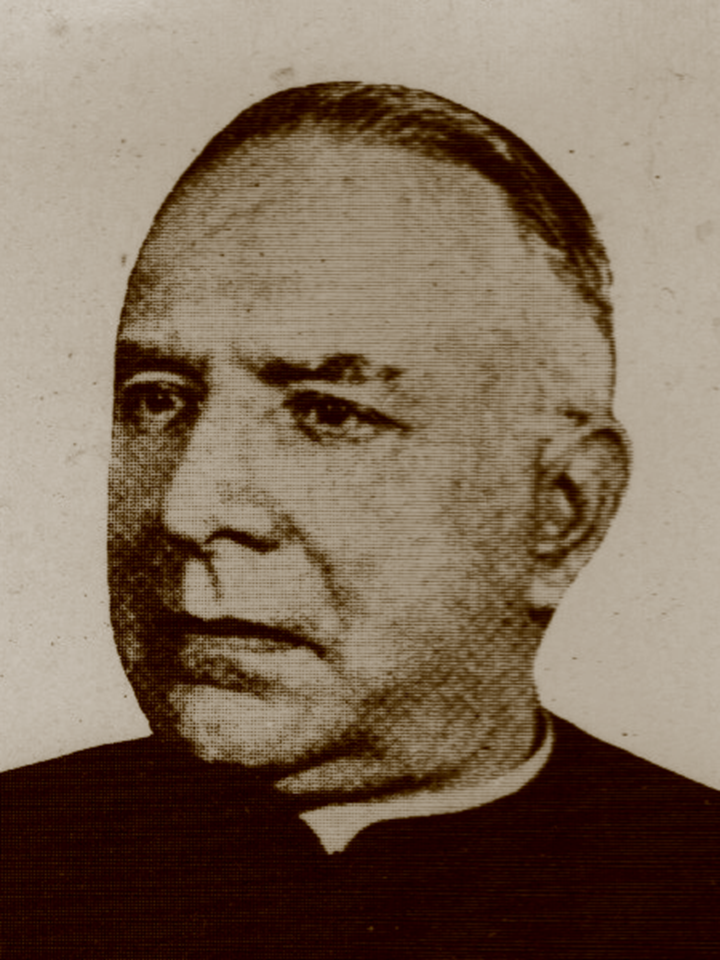
Juan Straubinger, traductor de la Biblia Platense.

La Biblia Platense, también conocida como Biblia Comentada, es una traducción católica de la biblia al español realizada por el sacerdote católico alemán Juan Straubinger. Es llamada Platense por haberse hecho en la ciudad de La Plata, Argentina.

## Historia
En septiembre de 1944, Juan Straubinger comenzó con la edición en partes de los evangelios a través de la Pía Sociedad de San Pablo, Peuser. En 1945 apareció los Hechos de los Apóstoles. Para 1948 Straubinger había terminado con la traducción del Nuevo Testamento, la cual fue publicada por la editorial Desclée de Brouwer.
En 1949 Straubinger concluyó la traducción de los Salmos y en 1951 finalizó la traducción entera del Antiguo Testamento. La Biblia completa fue editada por la Desclée de Brouwer.
Straubinger contó con la colaboración del sacerdote argentino Juan Carlos Ruta para la corrección de las pruebas. Posteriormente, Juan Carlos Ruta comentó que Straubinger tenía un buen manejo de los textos poéticos; mientras que en el caso de los textos en prosa, Straubinger le dio libertad para que ajustara su traducción y dejó que colocara algunas notas.

## Características de la versión
La versión de Straubinger es considerada la primera Biblia católica completa en español (basada en los textos hebreos y griegos) hecha en Latinoamérica, con excepción de los libros deuterocanónicos que son traducidos del latín de la Vulgata, ya que en opinión de Straubinger el texto griego de estos no siempre es el mejor. Straubinger reconoció en el prólogo de su traducción que la Biblia de Jünemann era una versión bíblica más antigua que la suya. Sin embargo, el Antiguo Testamento de la Biblia de Jünemann todavía no se había publicado para 1951.
Las notas escritas por Juan Straubinger no solo explican los pasajes bíblicos en cuanto a los aspectos filológicos, geográficos, históricos, arqueológicos y de crítica textual; sino que además presentan lo que él llamó “método patrístico”, es decir, la enseñanza de las verdades doctrinales y la aplicación práctica de las ideas fundamentales de la Biblia para llevar una vida más cristiana. También las notas muestran la armonía existente entre los dos testamentos y la coincidencia de los pasajes paralelos como forma de poner a la vista del lector la unidad de las Sagradas Escrituras. En el caso del Antiguo Testamento, las notas se concentran, en especial, en las páginas del Génesis, Salmos, Cantar de los Cantares y los Libros proféticos por ser escritos que oponen más problemas o porque son de mayor importancia para la vida religiosa.
La Biblia Platense presenta la siguiente variación en cuanto al nombre de algunos libros, quizás por influencia de la Vulgata. 
- I Reyes (I Samuel)
- II Reyes (II Samuel)
- III Reyes (I Reyes)
- IV Reyes (II Reyes)
- I Paralipómenos (I Crónicas)
- II Paralipómenos (II Crónicas)

## Reediciones
| Año                      | Nombre de la reedición                              | Lugar de publicación    | Editorial                                        | Notas | Fuentes          |
| ------------------------ | --------------------------------------------------- | ----------------------- | ------------------------------------------------ | --- | ---------------- |
| 1958 1963 1969 1972 1974 | Sagrada Biblia                                      | Chicago, Estados Unidos | Barsa                                            | Edición ecuménica que incluía páginas introductorias para los católicos, ortodoxos, protestantes y judíos. Traía un diccionario y pinturas a todo color; así como fotos y mapas de Tierra Santa. Un solo tomo.       | [cita requerida] |
| 1969                     | Biblia comentada                                    | Tlalnepantla, México    |                                                  | Un solo tomo. | [cita requerida] |
| 1991                     | La Santa Biblia, versión de Mons. Juan Straubinger. | Buenos Aires, Argentina | Club de lectores                                 | Dos tomos. | [cita requerida] |
| 1995                     | Sagrada Biblia                                      | Madrid, España          | Editorial Apostolado Mariano                     | Un solo tomo. Reproduce el texto íntegro de la traducción de Mons. Straubinger, pero abreviando las notas. Las introducciones generales y a cada uno de los libros fueron hechas por el Dr. Benjamín Martín Sánchez. | [cita requerida] |
| 2007                     | La Santa Biblia                                     | La Plata, Argentina     | Editorial de la Universidad Católica de La Plata | Un solo tomo. | [ 7 ] [ 8 ]      |